# Ayesha Curry
Ayesha Disa Curry (Alexander de nacimiento, 23 de marzo de 1989) es una actriz canadiense-estadounidense, cocinera de fama, autora de recetarios, y estrella de la televisión. Después de colaborar en varios programas de televisión y películas, comenzó a presentar su propio programa, Ayesha Homemade, también conocido como Ayesha's Home Kitchen (Comida casera con Ayesha), en el canal de televisión Food Network. A pesar de no tener ninguna formación profesional como chef, su carrera culinaria empezó en 2014, cuando preparó sus primeros platos de comida y los mostró en su canal de YouTube llamado Little Lights of Mine (Mis pequeñas luces). Ha escrito un libro de recetas titulado The Seasoned Life (La vida condimentada) publicado el año 2016.

## Carrera
A los 12 años, Curry actuó en el vídeo musical "Too Young for Love" (Demasiado Joven para el Amor) del cantante Suga Prince (ahora conocido como Sevn Thomas).
Después de graduarse en el instituto de Weddington, Curry se mudó a Los Ángeles para convertirse en actriz, consiguiendo en la mayoría de los casos papeles secundarios. Participó en el corto Underground Street Flippers (2009), la película para televisión Dan's Detour of Life (2008), y fue la chica número uno en el directo de la película en DVD Love for Sale (2008). Después de casarse creó un blog de comida, y luego un canal de YouTube. Esto la llevó a tener su propio programa de corta duración en el canal de televisión Food Network, a pesar de que fue cancelado después de tan solo 13 episodios. Curry sigue publicando vídeos de cocina en su canal de YouTube.
En 2016, Curry colaboró con el chef Michael Mina en "The Mina Test Kitchen of International Smoke", un restaurante popular de Bay Area, y publicó su libro de cocina "The Seasoned Life".  También comenzó a protagonizar Ayesha's Homemade, que sigue su vida profesional y personal con apariciones de su marido e hijas. Tanto la primera como la segunda temporada tuvieron seis episodios cada una.
El 20 de septiembre de 2017, Curry fue nombrada portavoz de CoverGirl, convirtiéndose en la primera portavoz de la marca que no es actriz ni cantante. El 21 de septiembre de 2017 fue nombrada como una de las nuevas presentadoras de The Great American Baking Show, una adaptación americana de The Great British Bake Off, en la ABC. Sin embargo, sólo dos episodios de la tercera temporada de The Great American Baking Show salieron al aire en televisión debido a las acusaciones de acoso sexual contra uno de los jueces del programa. Aunque el programa fue renovado por una cuarta temporada, Curry no regresó como presentadora y fue sucedido por la exmiembro de las Spice Girls, Emma Bunton. También reveló a Deidre Behar, de Entertainment Tonight, que se le había pedido que se uniera a la próxima temporada de Dancing With The Stars (Bailando con las estrellas).

## Vida personal
Curry es hija de John y Carol Alexander y tiene cuatro hermanos: Maria, Janiece, Jaz y Chad. Su madre es de ascendencia afro-jamaicana y chino-jamaicana mientras que su padre es de ascendencia polaca y africano americana. Nació y vivió en Toronto hasta los 14 años, cuando la familia se mudó a Charlotte, Carolina del Norte.
El 30 de julio de 2011, se casó con Stephen Curry, jugador de la NBA. Se conocieron en un grupo de jóvenes de la iglesia en Charlotte cuando tenían 15 y 14 años. Aunque no fue hasta años más tarde, cuando Ayesha ya estaba labrándose una carrera como actriz en Hollywood y Stephen estaba de visita para una entrega de premios, que los dos comenzaron a salir. Ayesha pronto se mudó a Charlotte, para poder estar cerca de Stephen mientras jugaba la liga universitaria de baloncesto en el Davidson College. Tienen dos hijas, Riley Elizabeth (n. 19 de julio de 2012) y Ryan Carson (n. 10 de julio de 2015); y dos hijos, W. Jack (n. 2 de julio de 2018) y Claus Chai (n. Mayo 2024). Desde  2016, residen en Walnut Creek, California.

## Filmografía

### Como actriz
| Año  | Título                  | Función        | Notas                          |
| ---- | ----------------------- | -------------- | ------------------------------ |
| 2008 | Dan's Detour of Life    | Cassie Stevens | Película de televisión         |
| 2008 | 10 items or Less        | Chica en Baño  | Episodio: "Para siempre Young" |
| 2008 | Whittaker Bay           | Keeley Hawkins | 8 episodios                    |
| 2008 | Love for sale           | Chica #1       | Película                       |
| 2009 | Hannah Montana          | Andrea         | Episodio: "Venido Falla Fuera" |
| 2010 | ¡Buena suerte, Charlie! | Chica bonita   | Episodio: Kwikki Pollito       |
| 2014 | El Pequeño Fantasma     | Marie          | Voz                            |
| 2024 | Irish Wish              | Heather        | Película para Netflix          |

### Como participante
| Año                 | Título                          | Función                                   | Notas                                                                                       | Refs   |
| ------------------- | ------------------------------- | ----------------------------------------- | ------------------------------------------------------------------------------------------- | ------ |
| 2016                | Guy Grocery Games               | Juez                                      | Huésped                                                                                     | [ 19 ] |
| 28 de junio de 2016 | Young Chopped                   | Juez                                      | Ep. "El Hedor Grande"                                                                       |        |
| 2016–actualidad     | Ayesha Homemade Coooking        | Anfitrión                                 | Serie de televisión, 2 estaciones                                                           |        |
| 2017                | The Great American Cooking Show | Anfitrión                                 | Serie de televisión                                                                         | [ 20 ] |
| 2021                | Selena + Chef                   | Invitada estrella en la tercera temporada | Programa de cocina presentado por la actriz y cantante Selena Gomez para la cadena HBO Max. |        |